# Die Leute von Seldwyla

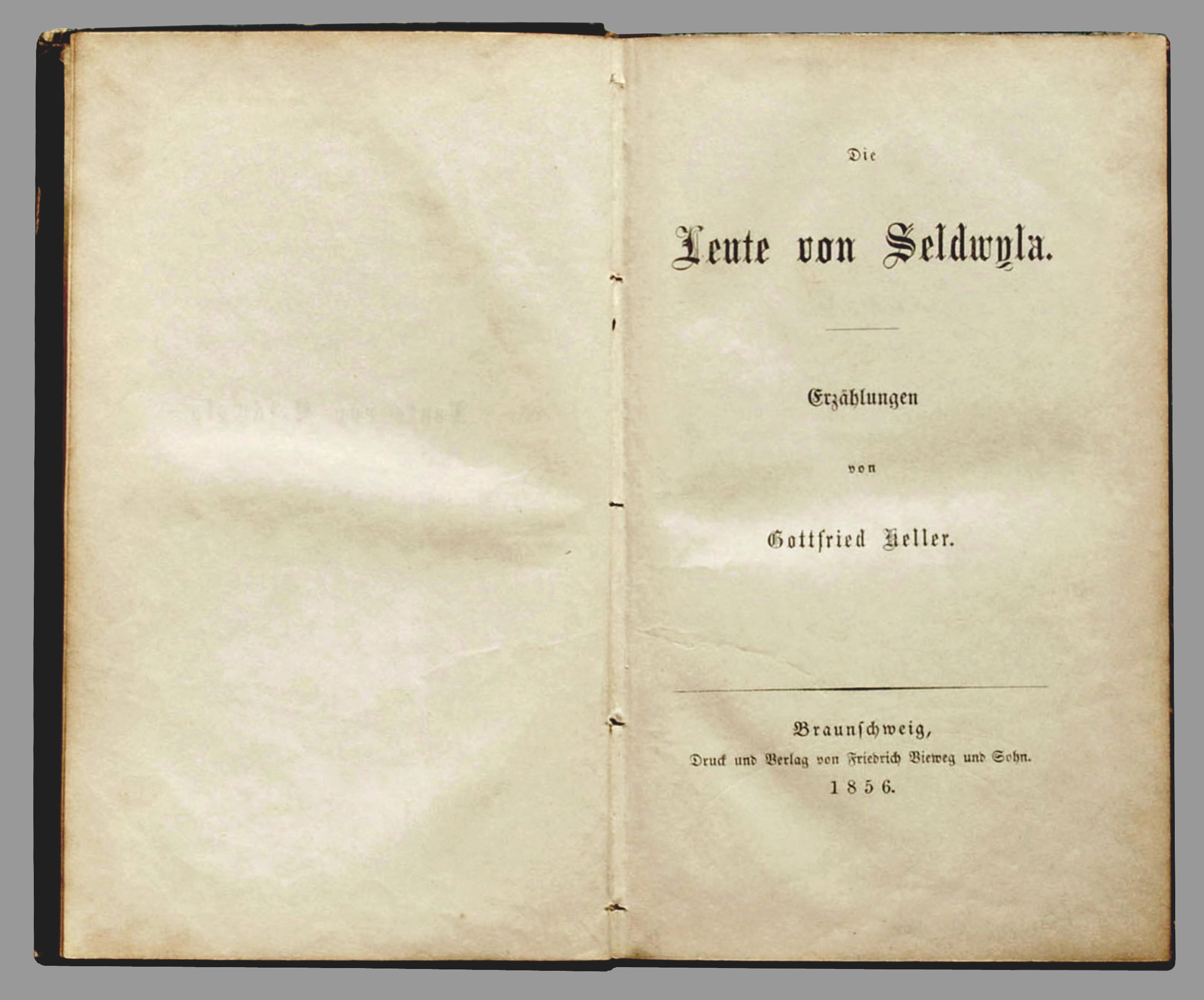
Titelblatt des Erstdrucks (1856)

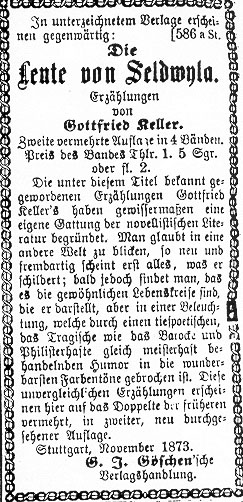
Verlagsanzeige mit der Ankündigung der erweiterten Ausgabe (1873)

Die Leute von Seldwyla ist ein zweiteiliger Novellenzyklus des Schweizer Dichters Gottfried Keller. Die ersten fünf Novellen, Teil I, schrieb Keller 1853–1855 in Berlin nieder; sie erschienen 1856 im Vieweg Verlag. Weitere fünf, Teil II, entstanden in mehreren Schüben zwischen 1860 und 1875, d. h. größtenteils während Kellers Amtszeit als Staatsschreiber in Zürich. Das gesamte Werk erschien 1873–1875 in der Göschen’schen Verlagsbuchhandlung. Es umfasst zehn „Lebensbilder“ (so der Arbeitstitel während der Berliner Entstehungszeit), die durch einen gemeinsamen Schauplatz, die fiktive Schweizer Stadt Seldwyla, zusammengehalten werden. Bis auf „Romeo und Julia auf dem Dorfe“, eine Adaption der Shakespearschen Tragödie, sind die Seldwyler Geschichten Komödien in Novellenform mit stark satirisch-groteskem Einschlag. Die Leute von Seldwyla gilt als Meisterwerk der deutschsprachigen Erzählkunst des 19. Jahrhunderts und als repräsentativ für die Stilrichtung des poetischen Realismus. Zwei der Novellen, „Romeo und Julia auf dem Dorfe“ und „Kleider machen Leute“, gehören zur Weltliteratur und den meistgelesenen Erzählungen der deutschsprachigen Literatur. Sie dienten mehrfach als Vorlage für Filme und Opern, wurden in viele Sprachen übersetzt und sind in einer kaum überschaubaren Zahl von Ausgaben verbreitet.

## Inhalt von Teil I

### Einleitung
Seldwyla bedeutet nach der älteren Sprache einen wonnigen und sonnigen Ort, und so ist auch in der Tat die kleine Stadt dieses Namens gelegen irgendwo in der Schweiz. Sie steckt noch in den gleichen alten Ringmauern und Türmen wie vor dreihundert Jahren und ist also immer das gleiche Nest; die ursprüngliche tiefe Absicht dieser Anlage wird durch den Umstand erhärtet, daß die Gründer der Stadt dieselbe eine gute halbe Stunde von einem schiffbaren Flusse angepflanzt, zum deutlichen Zeichen, daß nichts daraus werden solle. Aber schön ist sie gelegen, mitten in grünen Bergen, die nach der Mittagseite zu offen sind, so daß wohl die Sonne herein kann, aber kein rauhes Lüftchen. Deswegen gedeiht auch ein ziemlich guter Wein rings um die alte Stadtmauer, während höher hinauf an den Bergen unabsehbare Waldungen sich hinziehen, welche das Vermögen der Stadt ausmachen; denn dies ist das Wahrzeichen und sonderbare Schicksal derselben, daß die Gemeinde reich ist und die Bürgerschaft arm, und zwar so, daß kein Mensch zu Seldwyla etwas hat und niemand weiß, wovon sie seit Jahrhunderten eigentlich leben.
Mit dieser satirischen Schilderung leitet Keller die Charakteristik seiner Seldwyler ein: Sie sind fast schon südländisch temperamentvoll, stets lustig und zu Vergnügungen aufgelegt und nicht wenig leichtsinnig. Was ihnen fehlt, ist Sparsamkeit, Zielstrebigkeit und ausdauernder Gewerbefleiß. Lieber lassen sie andere Leute für sich arbeiten, spekulieren mit Wertpapieren und leben auf Borg. Doch das Paradies des Kredits steht ihnen nur offen, solange sie jung sind. So bildet die Jugend bis Mitte dreißig den eigentlichen Kern und den Glanz des Volkes. Danach, wenn bei anderen die fruchtbringenden Jahre beginnen, sind die Seldwyler fertig (zahlungsunfähig), führen als Falliten (Bankrotteure) ein Schattendasein und lernen nachträglich arbeiten, und zwar jene krabbelige Arbeit von tausend kleinen Dingen, für die man nicht ausgebildet ist. So verdienen sie leidlich ihr Brot und nehmen an den Lustbarkeiten der im Flor stehenden Mitbürger nur noch als Zaungäste teil. Die Tüchtigsten aber verlassen die Stadt, treten nach Schweizer Tradition in fremde Kriegsdienste oder ziehen abenteuernd durch ferne Länder, sodass man in den verschiedensten Weltteilen Seldwyler treffen kann, die sich alle dadurch auszeichnen, daß sie sehr geschickt Fische zu essen verstehen, in Australien, in Kalifornien, in Texas wie in Paris oder Konstantinopel.
In ihren vielen Wirtshäusern betreiben die Seldwyler neben Kegeln und Kartenspiel auch die Politik mit Leidenschaft, besonders zu Zeiten der Kreditklemme, und wenn der Ruf nach Verfassungsänderung von Seldwyla ausgeht, so weiß man im Lande, daß im Augenblicke dort kein Geld zirkuliert. Da sie die Abwechslung lieben, fühlen sie sich in der Opposition am wohlsten. Sind im Lande gerade Fortschrittsleute am Ruder, so scharen sie sich um den frommen Stadtpfarrer, über den sie sonst spötteln; sind es Konservative, halten sie sich zum radikalen Schullehrer; sind es liberale Juristen und Geldmänner, so stimmen sie für den nächstbesten Sozialisten. Doch wenn sie mit ihren Umtrieben der Landesmehrheit allzu sehr auf die Nerven fallen, setzt die Regierung ihnen eine Finanzprüfungskommission ins Rathaus, worauf sie eine Weile Ruhe geben.
Am wenigsten taugen die Seldwyler, wenn ihr neuer Wein gärt, am meisten, wenn sie aus ihrem gemütlichen Lumpennest herausgerissen und auf sich gestellt sind. Damit ist der Erzähler bei seinem Programm: In einer so lustigen und seltsamen Stadt kann es an allerhand seltsamen Geschichten und Lebensläufen nicht fehlen, da Müßiggang aller Laster Anfang ist. Doch nicht die gewöhnlichen Begebenheiten hält er für merkwürdig und erzählenswert, sondern einige sonderbare Abfällsel, wie sie allerdings nur zu Seldwyla vor sich gehen konnten.

### Pankraz, der Schmoller
→ Hauptartikel

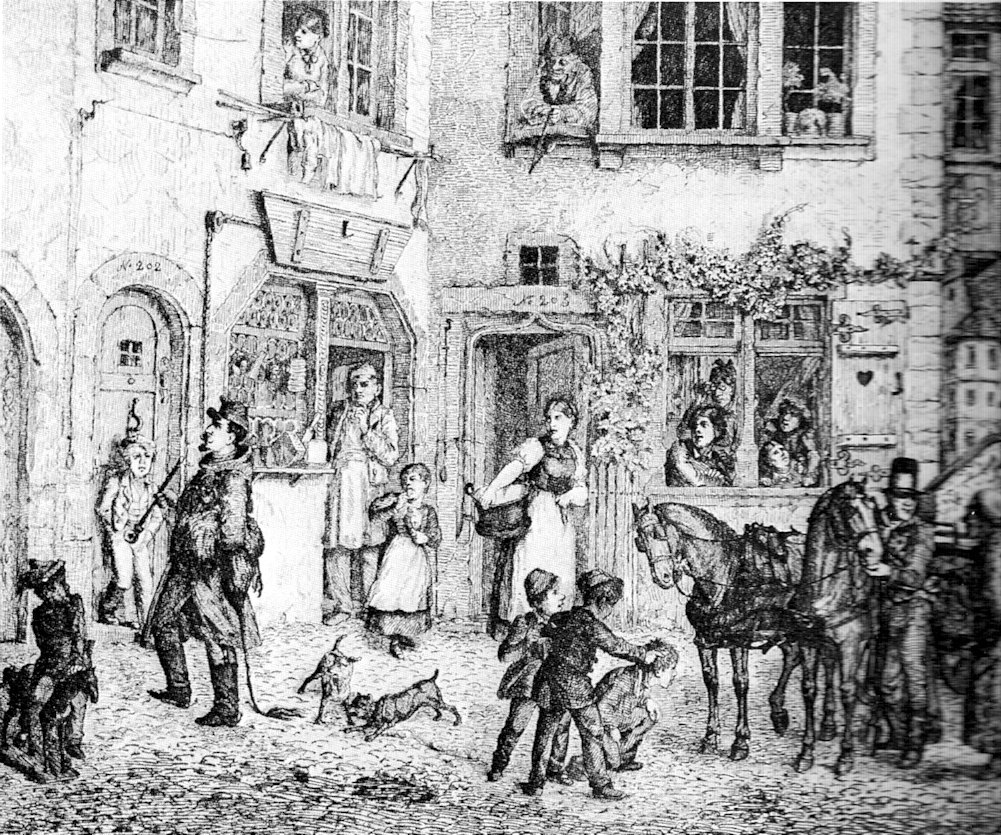
Der Offizier von Algier kommt heim, Radierung von Kellers Jugendfreund Johann-Salomon Hegi

Gleich die erste Geschichte handelt von einem Ausreißer. Der junge Pankraz weiß in Seldwyla nichts mit sich anzufangen und quält seine arme Mutter und Schwester mit ständigem Beleidigtsein. Mit vierzehn läuft er davon, wird Soldat in der britischen Kolonialarmee, bewährt sich und verlernt das Schmollen. Als er sich jedoch in die Tochter seines Vorgesetzten verliebt, Lydia, eine schöne, aber hinterhältige Salonlöwin, erleidet er einen Rückfall. Schmollend verlässt er Indien, tritt in den Dienst der französischen Fremdenlegion und bringt es in Algerien zum Oberst. Mit siebenunddreißig Jahren kehrt er zurück, sonnenverbrannt und eine Löwenhaut im Gepäck. Er erzählt Mutter und Schwester von Lydia und wie er unter Lebensgefahr zu der Löwenhaut gelangte. Auf einsamer Jagd hing er in Gedanken der Verflossenen nach, sah sich nicht vor und wurde von dem Löwen gestellt. Nach stundenlangem Ausharren in Gluthitze, Aug’ in Auge mit der Bestie, entdeckten und retteten ihn Kameraden; seit welchem Glücksfall er sich wie neugeboren, von Schmollerei und altem Liebeskummer kuriert fühlt.

### Romeo und Julia auf dem Dorfe
→ Hauptartikel

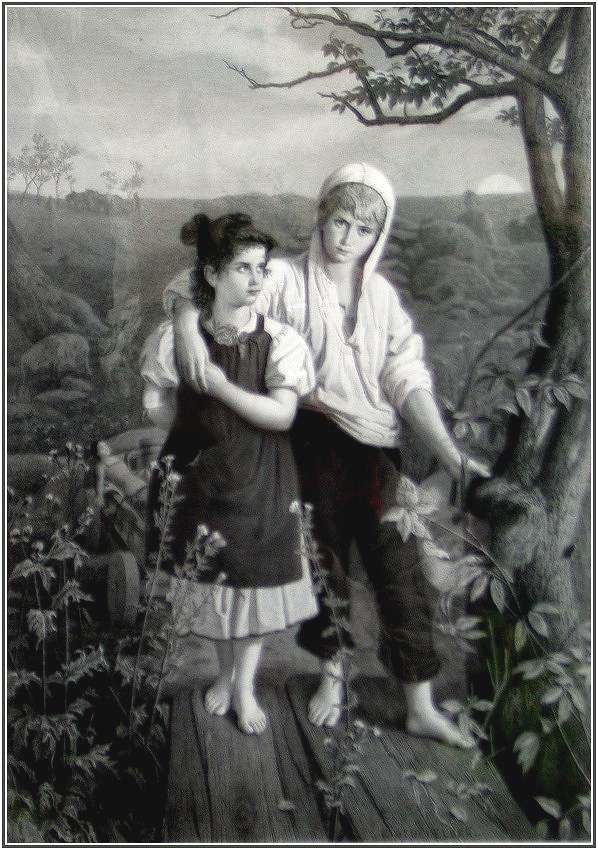
Sali und Vrenchen, nach einem Gemälde von Ernst Stückelberg

An einen wirklichen Vorfall anknüpfend erzählt Keller Shakespeares Romeo und Julia neu und verlegt dazu die Handlung ins 19. Jahrhundert und in die Schweiz. Unweit Seldwylas pflügen zwei reiche Bauern ihre Felder. Dabei eignen sie sich Furche um Furche den Acker eines Armen an. Im Streit um diesen Besitz werden sie zu erbitterten Feinden, geraten in die Hände von Seldwyler Advokaten und ruinieren in jahrelangen Prozessen ihre Höfe. Ihr Hass zerstört auch das Leben ihrer Kinder: Sali und Vrenchen lieben sich ohne Hoffnung auf eine gemeinsame Zukunft. Sie beschließen, zusammen einen einzigen schönen Tag zu verbringen und sich dann zu trennen. Doch am Ende dieses Tages können sie nicht mehr voneinander lassen und nehmen sich gemeinsam das Leben.

### Frau Regel Amrain und ihr Jüngster
→ Hauptartikel
Die Geschichte einer Alleinerziehenden: Frau Regula Amrain hat von auswärts eingeheiratet. Ihr Mann, ein echter Seldwyler, ist vor seinen Gläubigern nach Amerika entflohen und hat ihr drei Söhne und einen überschuldeten Steinbruch hinterlassen. Diesen rettet sie, macht ihn mit Hilfe eines jungen Werkmeisters rentabel und bewahrt ihre Söhne davor, die allgemeine Seldwyler Marschrichtung einzuschlagen. Höhepunkt der Erzählung: Ihr jüngster Sohn Fritz, kaum fünfjährig, verteidigt sie ritterlich gegen die Zudringlichkeit des Werkmeisters, den es nach der schönen Frau und dem gutgehenden Betrieb gelüstet. Als Fritz heranwächst, revanchiert die Mutter sich für diesen Dienst und befreit den Sohn aus den Händen einiger Seldwylerinnen von zweifelhaftem Ruf – eine Lektion über erotische Erziehung, der weitere über politische Erziehung folgen. Zum Schluss gibt es eine Überraschung: Herr Amrain kehrt zurück.

### Die drei gerechten Kammmacher

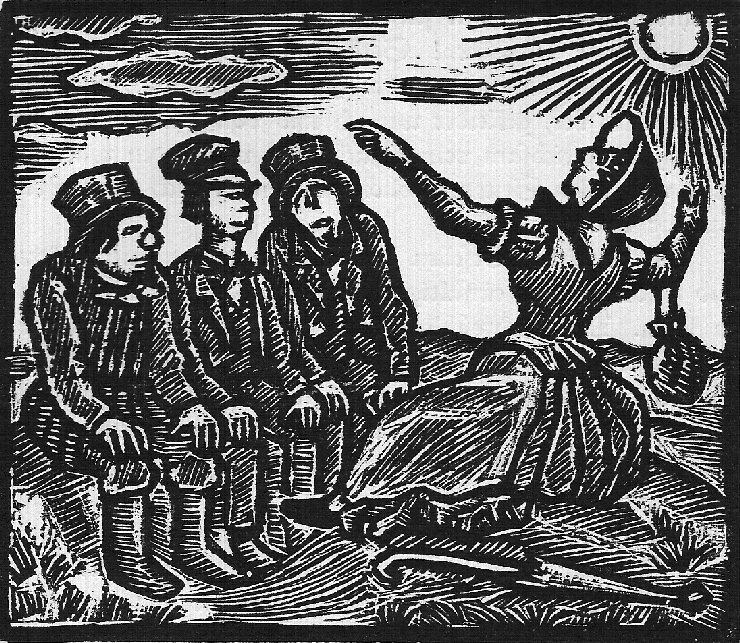
Züs Bünzlin predigt den drei Kammmachern, Holzschnitt von Ernst Würtenberger

→ Hauptartikel
Die Leute von Seldwyla haben bewiesen, daß eine ganze Stadt von Ungerechten oder Leichtsinnigen zur Not fortbestehen kann im Wechsel der Zeiten und des Verkehrs; die drei Kammmacher aber, daß nicht drei Gerechte lang unter einem Dach leben können, ohne sich in die Haare zu geraten.
Die Rede ist von drei deutschen Handwerksgesellen, die es nach Seldwyla verschlagen hat. Alle drei gleich fleißig, ordentlich und genügsam, verfolgt jeder nur das eine Ziel, seinem Meister die Kammmacherei abzukaufen. Dafür schuften, sparen und rennen sie schließlich miteinander um die Wette. Die Hauptrolle in der Geschichte spielt aber die wohlredende Jungfer Züs Bünzlin, Besitzerin eines Wertpapiers, einer gewissen Bildung und auch sonst nicht ohne Reize. Die drei Gesellen liegen ihr zu Füßen und flehen sie an, sich für einen von ihnen zu entscheiden. Doch Züs hat ein grausam falsches Herz und treibt zwei von ihnen ins Verderben. Der dritte bekommt zwar, was er will, die Jungfer und die Kammmacherei, wird aber unter Züs’ Pantoffel seines Lebens nicht mehr froh.

### Spiegel, das Kätzchen
→ Hauptartikel

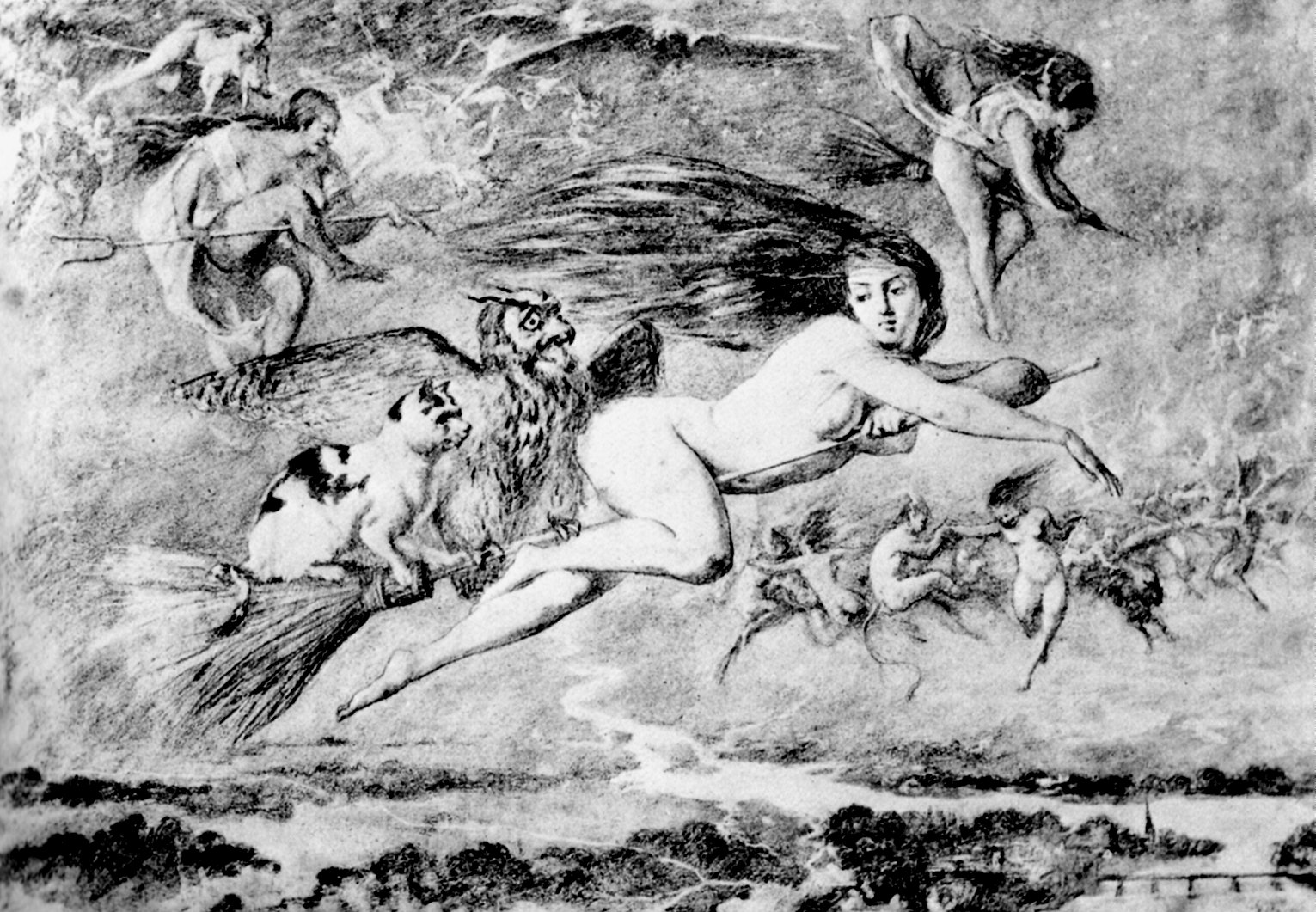
Spiegel, die Eule und die Hexe, Kreidezeichnung von Frank Buchser

Diese Geschichte trägt den Untertitel Ein Märchen und spielt im späten Mittelalter: Der Kater Spiegel landet nach dem Tode seiner Herrin auf der Straße. Dort begegnet er dem Seldwyler Stadthexenmeister Pineiß, der zu seiner Hexerei den Schmer (das Fett) von Katzen braucht. Um nicht zu verhungern, schließt der Kater mit ihm einen Vertrag: Pineiß verpflichtet sich, Spiegel herauszufüttern, Spiegel muss sich dafür zwecks Schmergewinnung schlachten und auskochen lassen, sobald er fett genug ist. Doch als es ihm an den Kragen geht, erzählt der schlaue Kater dem Hexenmeister die Geschichte von einem Goldschatz, den nur er, Spiegel, heben kann. Mit Hilfe seiner Freundin, einer Eule, gelingt ihm das, und am Ende erhält Pineiß als Preis für Spiegels Freiheit viel Gold und eine liebliche junge Ehefrau. Diese aber verwandelt sich in der Hochzeitsnacht in seine verhasste Nachbarin, die fromme Beghine, die in Wirklichkeit eine üble Hexe ist. – Mit viel Kunst hat Keller Spiegels Erzählung vom Goldschatz als klassische Liebesnovelle im Stile des Decamerone ausgeführt.

## Inhalt von Teil II

### Einleitung
Seit die erste Hälfte dieser Erzählungen erschienen, streiten sich etwa sieben Städte im Schweizerlande darum, welche unter ihnen mit Seldwyla gemeint sei; und da nach alter Erfahrung der eitle Mensch lieber für schlimm, glücklich und kurzweilig als für brav, aber unbeholfen und einfältig gelten will, so hat jede dieser Städte dem Verfasser ihr Ehrenbürgerrecht angeboten für den Fall, daß er sich für sie erkläre.
Der angetragenen Ehrung, mit der die Städte – angeblich – hartnäckig fortfahren, sich ihres Homers schon bei dessen Lebzeiten versichern zu wollen, entzieht sich der Verfasser ironisch-diplomatisch, indem er rät, Seldwyla als eine ideale Stadt zu betrachten, welche nur auf den Bergnebel gemalt sei und mit ihm weiterziehe, auch über die Grenzen des Vaterlandes hinaus. Im Übrigen habe der rasche Wandel der Welt die Auffälligkeit Seldwylas beseitigt. Besonders sei es die überall verbreitete Spekulationsbetätigung in bekannten und unbekannten Werten, welche den Seldwylern ein Feld eröffnet hat, das für sie wie seit Urbeginn geschaffen schien und sie mit Einem Schlage Tausenden von ernsthaften Geschäftsleuten gleichstellt. (Mit heutigen Begriffen: Seldwyla globalisiert sich, indem der Globus sich seldwylisiert). Allerdings, fährt Keller fort, gehe dabei gerade das, was die Seldwyler sympathisch macht, verloren: Sie verlernen das Lachen, zum Lustigsein fehlt ihnen die Zeit und zur Politik der Mut. Denn: Schon sammelt sich da und dort einiges Vermögen an, welches bei eintretenden Handelskrise zwar zittert wie Espenlaub oder sich sogar still wieder auseinander begibt wie eine ungesetzliche Versammlung, wenn die Polizei kommt. Kurz, die Seldwyler sehen immer mehr wie andere Leute aus; Grund für den Verfasser, mit dem zweiten Band aus den guten lustigen Tagen der Stadt noch eine kleine Nachernte zu halten. Dabei geraten auch andere Städte in sein Blickfeld, zunächst das solide und gediegene Goldach.

### Kleider machen Leute
→ Hauptartikel

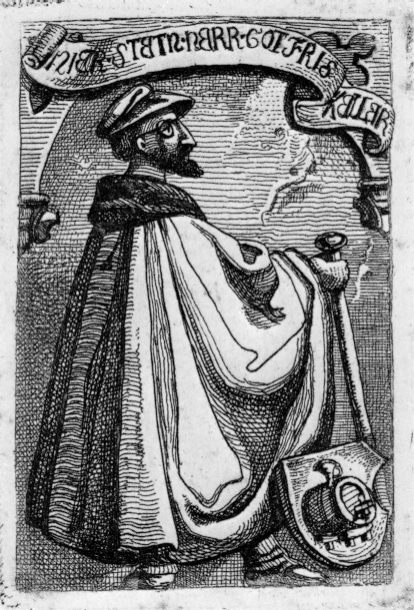
Keller als Kunststudent im Strapinski’schen Radmantel

Nach Goldach wandert der schlesische Schneidergeselle Wenzel Strapinski, nachdem er bei einem Seldwyler Konkurs Arbeitsplatz und ausstehenden Lohn verloren hat. Da er in einer herrschaftlichen Kutsche eintrifft – ein mitleidiger Kutscher hat ihn aufgeladen – und wegen seiner guten Kleider und Manieren halten die Goldacher ihn für einen polnischen Grafen im Exil. Mehrmals versucht Strapinski, sich der aufgedrungenen Rolle durch Flucht zu entziehen. Doch dann verliebt er sich in Nettchen, die hübsche Tochter des Goldacher Amtsrats. Als das Paar zur Feier seiner Verlobung einen Ball gibt, erscheint ein Fastnachtszug aus Seldwyla – Motto: „Kleider machen Leute“ – und entlarvt den falschen Grafen. Wenzel flieht in die Winternacht hinaus. Doch Nettchen folgt ihm, zieht ihn halb erfroren aus dem Schnee und bekennt sich zu ihm, nachdem sie sich überzeugt hat, dass er sie liebt. Die beiden fliehen nach Seldwyla, den dortigen Narren zum Trotz, und setzen gegen heftigen Goldacher Widerstand ihre Heirat durch. Fast bricht, laut Erzähler, über der Affäre ein neuer Trojanischer Krieg aus, als nämlich die Goldacher mit Polizeikräften heranrücken und die Seldwyler sich zusammenrotten, um sich Nettchens großes Vermögen nicht entgehen zu lassen. Mit diesem gründet Wenzel tatsächlich ein Atelier, schneidert den Seldwylern feine Kleider und lässt sie, zu ihrem Missfallen, ordentlich dafür bezahlen.

### Der Schmied seines Glückes
→ Hauptartikel
Mit wenigen gezielten Meisterschlägen schmiede der rechte Mann sein Glück, meint Hans Kabis und ändert seinen Namen in John Kabys, um sich einen angelsächsisch unternehmenden Nimbus zu geben. Doch das Glück bleibt aus, und nach einigen weiteren Fehlschlägen findet sich John in einem Winkel Seldwylas als Inhaber einer kleinen Barbierstube wieder. Dort erfährt er eines Tages, dass in Augsburg ein steinreicher alter Vetter von ihm lebt. Er schließt sein Geschäft, reist hin und gewinnt das Vertrauen des Herrn Litumley. Da dieser schon zum dritten Mal kinderlos verheiratet ist, erklärt er John testamentarisch zu seinem natürlichen Sohn und Erben. Nun könnte der Barbier zufrieden sein. Doch um sein Glück recht an die Wand zu nageln, lässt er sich mit der jungen Ehefrau seines Gönners ein. Eines Tages ist der Alte besonders guter Laune und schickt Kabys auf eine Studienreise: er soll sich in Fragen vornehmer Kindererziehung kundig machen. Als John nach ein paar Monaten zurückkehrt, quäkt im Haus ein Baby. Strahlend teilt Litumley ihm mit, dass seine Frau ihm einen Stammhalter geschenkt hat und dass das Testament vernichtet ist. John protestiert, bezichtigt Madame Litumley des Ehebruchs, worauf der Alte ihn hinauswirft. Mit dem Rest seines Reisegeldes kehrt der Glücksschmied nach Seldwyla zurück, kauft dort eine kleine Schmiede und lernt Nägel machen.

### Die mißbrauchten Liebesbriefe
→ Hauptartikel
Der erfolgreiche Gemischtwarenhändler und Freizeitliterat Viggi Störteler hat die Idee, seine Frau zur Muse auszubilden. Während einer Geschäftsreise schickt er ihr hochtrabende Liebesbriefe und befiehlt ihr, diese im selben Stil zu beantworten. Gritli kann das nicht und verfällt in ihrer Not darauf, die Briefe abzuschreiben und an den Schulmeister Wilhelm zu richten. Dieser, ein schwärmerischer junger Mensch, wundert sich zwar über das geschwollene Zeug, hält sich aber für geliebt und antwortet mit feurigen Wortergüssen, welche Gritli erneut abschreibt und an Viggi richtet. Schon hat der Literat einen Buchtitel für die täglich dicker werdende Briefsammlung ausgedacht, da fliegt der Schwindel auf. Viggi tobt, verlangt die Scheidung und verliert unter dem Gelächter der Seldwyler seine hübsche Frau samt ihrem Zugebrachten. Der arme Wilhelm aber verliert seine Stelle. Beschämt zieht er sich in die Einsamkeit zurück, um die Geliebte zu vergessen. Doch bei Gritli hat es ebenfalls gezündet: Sie sucht ihn, stellt ihn auf die Probe, und die beiden werden ein Paar. Viggi findet eine neue Muse in Kätter Ambach, einem stadtbekannten Blaustrumpf. Sie hilft ihm, den Rest seines Vermögens durchzubringen, weiß dafür aber seine Geistesgröße zu schätzen.

### Dietegen
→ Hauptartikel

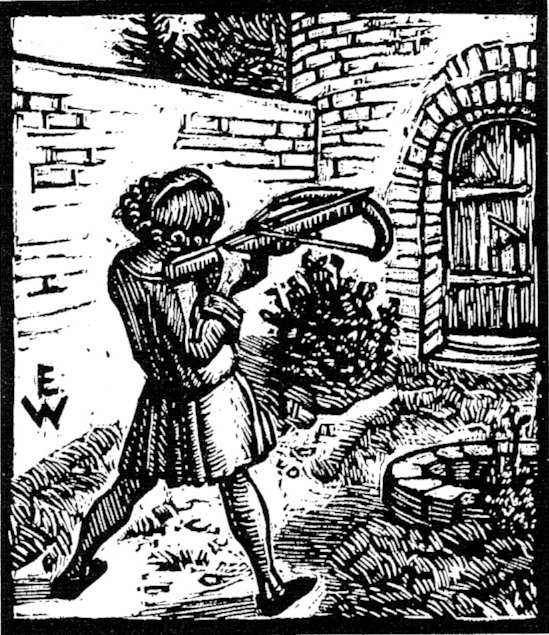
Der Armbrustschütze, Holzschnitt von Ernst Würtenberger

Die Geschichte führt wieder ins späte Mittelalter zurück. – Am Nordhang des Seldwyler Waldgebirges liegt die finstere Stadt Ruechenstein. Deren ganzer Stolz ist eine eigene Blutgerichtsbarkeit. Diese üben die Ruechensteiner fleißig aus und machen dabei gern kurzen Prozess; so mit Dietegen, einem Waisenknaben, den sie des Diebstahls einer silbernen Kanne bezichtigen, die dieser gegen eine Armbrust eingetauscht hatte. Just am Tage, als sie mit den Seldwylern die Beilegung einer langen Fehde feiern, führen sie den Elfjährigen zum Galgen. Den Gästen vergeht die Fröhlichkeit. Sie brechen auf und begegnen unterwegs dem Karren mit dem Armesündersärglein. Da entdeckt die siebenjährige Küngolt, dass der Knabe noch lebt. Seldwyla erhält ihn zum Geschenk, und Küngolts Familie nimmt ihn an Kindesstatt an. Zusammen wachsen Dietegen und Küngolt prächtig heran, er liebt sie und macht ihr den Beschützer, obwohl sie ihn öfters kränkt; denn sie betrachtet ihn als ihr persönliches Eigentum, wie sie überhaupt Anlagen zur Herrsch- und Gefallsucht zeigt. Als sie damit großes Unheil anrichtet und neuen Unfrieden zwischen den Nachbarstädten stiftet, gibt Dietegen sie für verloren und stürzt sich in wilde Kriegsabenteuer. Im Feldlager erreicht ihn die Nachricht, dass die Ruechensteiner Küngolt gefangen haben und sie der Hexerei anklagen. Ohne Zögern macht er sich auf den Weg und rettet sie nach altem Rechtsbrauch, indem er sie vom Schafott weg heiratet. Nun stehen die beiden auf gleichem Fuße und werden ein glückliches Paar.

### Das verlorne Lachen
→ Hauptartikel
Anders als in der Einleitung angekündigt spielt die letzte Geschichte im „modernen“ Seldwyla. – Das Lachen, das verloren geht und wiedergefunden wird, ist Ausdruck des fröhlichen Naturells zweier wohlgearteten und glücklichen Menschen, Jukundus und Justine, er Offizier im Schweizer Heer und Fahnenträger des Seldwyler Sängervereins, sie Tochter der schwerreichen Familie Glor, Seidenfabrikanten in Schwanau. Auf einem Sängerfest verlieben sie sich und heiraten, nachdem Jukundi den jüngsten Sohn der Glors in einer Duellaffäre klug beraten und so die Bedenken der Familie gegen seine Mittellosigkeit und Herkunft aus dem Lumpennest zerstreut hat. Im Kontor der Seidenfabrik aber zeigt sich, dass es ihm an kaufmännischer Schläue und Härte fehlt. Überdies verhält er sich kühl gegen die kirchliche Reformbewegung, für die Justine sich engagiert. Es kommt zum Ehestreit. Er kann ein Wort, das ihr dabei herausrutscht, nicht ertragen und verlässt auf der Stelle das Glorsche Haus. Fortan verschwindet aus beider Zügen das gewinnende Lächeln. Getrennt gehen sie ihrer Wege – sie religiöse, er politische – und erkennen diese erst als Irrwege, als zwei öffentliche Erschütterungen eintreten: Eine Handelskrise bringt das Glorsche Unternehmen an den Rand des Ruins und Justine zur Einsicht, dass ihr das Reformchristentum keinen Halt bietet. Eine Volksbewegung, der Jukundus sich gutgläubig angeschlossen hat, artet zu einer Verleumdungskampagne aus und zeigt dabei ihr wahres Gesicht. Erschreckt macht jedes sich auf, Gewissheit über sein Tun und Selbst zu erlangen, und dabei kreuzen sich zufällig ihre Wege. Unverhofft stehen sie voreinander und fallen sich in die Arme. Während ihrer Aussprache stellt sich auch das Lachen wieder ein, als er sie nämlich bittet, das trennende Schimpfwort zu wiederholen. Sie spricht es als Kosewort aus und sagt zu ihm „Lumpazi!“.

## Erläuterungen zu Gehalt und Rezeption